# Byrranga

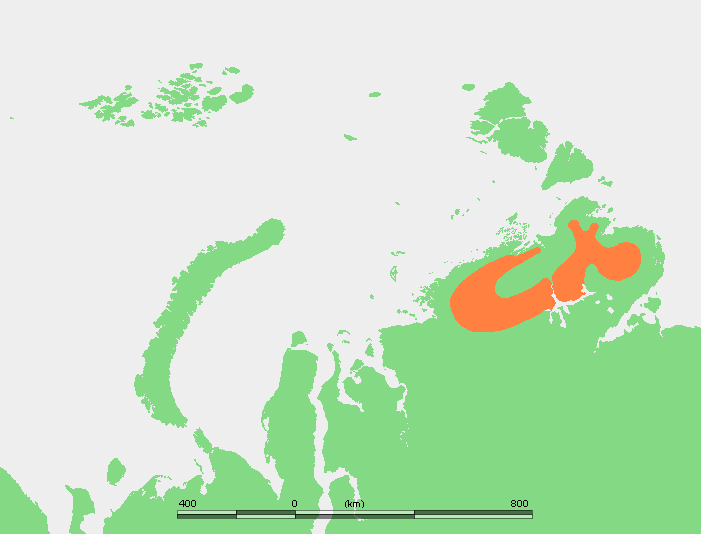
Góry Byrranga

Byrranga (ros.: Бырранга) – zrębowe pasmo górskie w północnej Syberii, na półwyspie Tajmyr, w Rosji. Ciągnie się na długości 1100 km. Najwyższy szczyt – Lednikowaja (Góra Lodowcowa) wznosi się na wysokość 1146 m n.p.m.
Góry zbudowane są ze skał prekambryjskich i paleozoicznych (głównie gabro, diabazy). Powstały w czasie orogenezy hercyńskiej. Rozcięte są głębokimi dolinami rzek. Występują tu niewielkie lodowce. U południowego podnóża leży tektoniczne jezioro Tajmyr. W roślinności przeważa tundra. Obszar w większości jest niezamieszkany.
Dużą część pasma obejmuje Tajmyrski Rezerwat Biosfery.